# Phạm Vinh Quang

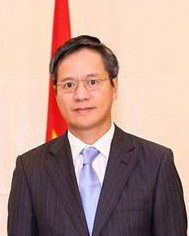
Phạm Vinh Quang (2019)

Phạm Vinh Quang (* 18. Januar 1965 in Bạch Sam,  Hưng Yên) ist ein vietnamesischer Diplomat.

## Werdegang
Von 1990 bis 1992 war Phạm im Außenministerium Länderreferent in der Abteilung „Sowjetunion“, von 1992 bis 1996 Attaché an der vietnamesischen Botschaft in Russland und von 1996 bis 1998 im Außenministerium Referent in der Abteilung für allgemeine außenpolitische Planung.
Von 1998 bis 1999 studierte Phạm an der Tufts University in den USA und erhielt einen Master in Internationalen Beziehungen, bevor er wieder auf seinen bisherigen Posten im Außenministerium zurückkehrte. Von 2000 bis 2003 war Phạm erst dritter, dann zweiter Sekretär an der vietnamesischen Botschaft im Vereinigten Königreich. Ab 2003 bereitete er als Referent des ASEM-Sekretariats das fünfte Asia-Europe Meeting (2004 in Hanoi) vor.
Im Anschluss arbeitete er ab 2005 als Referent in der Abteilung für internationale Organisationen des Außenministeriums. 2006 wurde er assistierender, 2007 stellvertretender Generaldirektor der Abteilung. Von 2010 bis 2013 amtierte er an der ständigen Vertretung Vietnams bei den Vereinten Nationen in New York erst als Minister, dann im Range eines Botschafters als stellvertretender Leiter der Mission. Zurück in Vietnam wurde Phạm Generaldirektor der Abteilung für Außenangelegenheiten des Volkskomitees von Hanoi. Im Dezember 2016 wechselte er zurück ins Außenministerium und wurde hier Generaldirektor der Abteilung für Kulturdiplomatie und UNESCO.

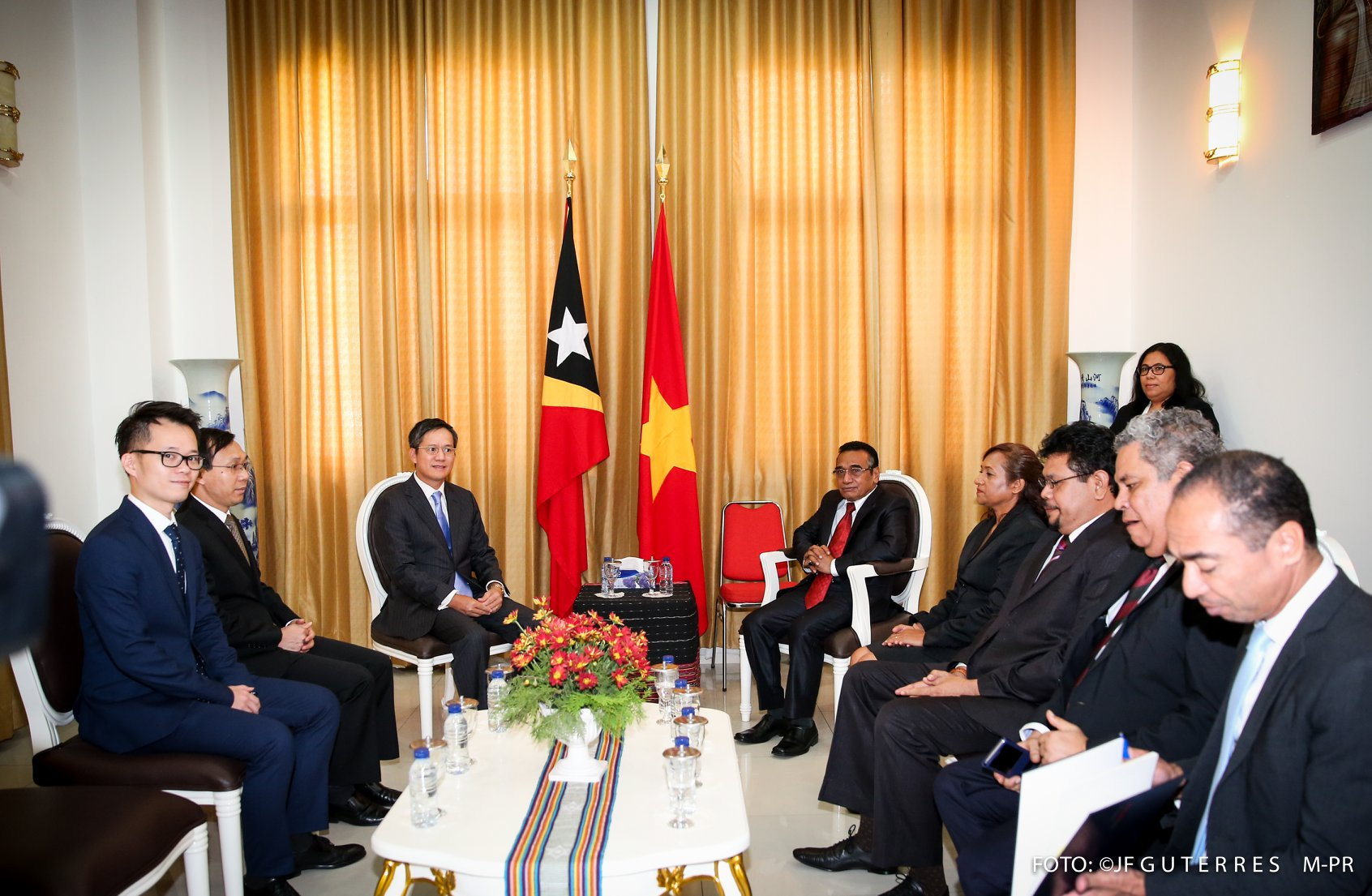
Botschafter Phạm Vinh Quang und Osttimors Präsident Francisco Guterres

Im Juni 2018 löste Phạm Hoàng Anh Tuấn als vietnamesischer Botschafter in Jakarta, mit Zuständigkeit für Indonesien, Osttimor und Papua-Neuguinea, ab. Am 28. Februar 2019 übergab er seine Akkreditierung an Osttimors Präsident Francisco Guterres. 2021 endete die Amtszeit in Jakarta. 2022 war Phạm im Außenministerium Generaldirektor der Abteilung kulturelle Diplomatie und UNESCO.

## Sonstiges
Phạm spricht als Fremdsprachen Englisch und Russisch.